# Barbarijse Kruistochten
De Barbarijse Kruistochten (ook wel Maghrebijnse Kruistochten genoemd) verwijzen naar verschillende veldslagen en zeeslagen van christelijke heersers in Europa tegen islamitische rijken in Noord-Afrika. De Kruistochten vonden plaatsen tussen 11de en 16de eeuw. De meeste kruistochten in de westelijke Maghreb (Marokko, West-Algerije) vonden plaats tijdens en in nasleep van de Reconquista. De Spaanse kardinaal Francisco Jiménez de Cisneros, gesteund door koning Ferdinand II van Aragon, was het grote brein achter de kruistochten in Mers el-Kebir en Oran in het huidige Algerije. Andere kruistochten vonden plaats in het kader van de Kruistocht naar het Heilige Land.

## Lijst van kruistochten
In Marokko
- Slag bij Salé (1260)
- Beleg van Ceuta (1306)
- Beleg van Ceuta (1309)
- Verovering van Ceuta (1415)
- Belegering van Ceuta (1419)
- Beleg van Tanger (1437)
- Slag bij Ksar Sghir (1458)
- Verovering van Asilah (1471)

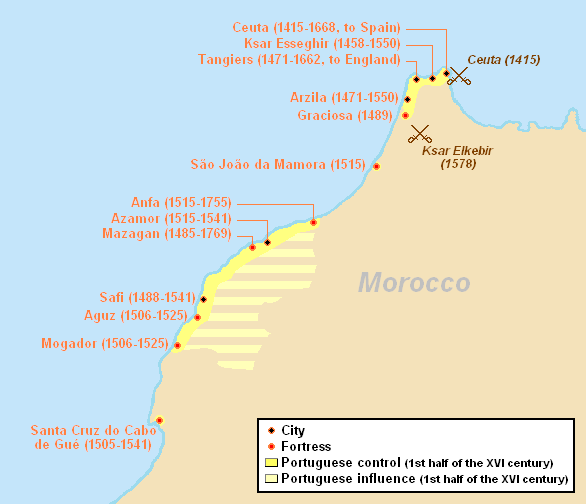
Kaart met de verovering van Portugal in Marokko

- Portugese verovering van Tanger (1471)
- Slag bij Ceuta (1476)
- Belegering van Graciosa (1489)
- Verovering van Melilla (1497)
- Verovering van de Peñón de Vélez de la Gomera (1508)
- Slag bij Azemmour (1508)
- Slag van Azemmour (1513)
- Slag bij Marrakesh (1515)
- Slag bij Maâmora (1515)
- Beleg van Safi (1539)
- Val van Agadir (1540-1541)
- Beleg van Mazagan (1561)
- Slag van Alcácer Quibir (1578)
- Slag bij Tanger (1664)
- Beleg van Mazagan (1769)

In Algerije
- Kruistocht van Dellys (1398)
- Inname van Mers el-Kebir (1504)
- Dag van Mers el-Kebir (1505)
- Slag bij Mers-el-Kébir (1507)

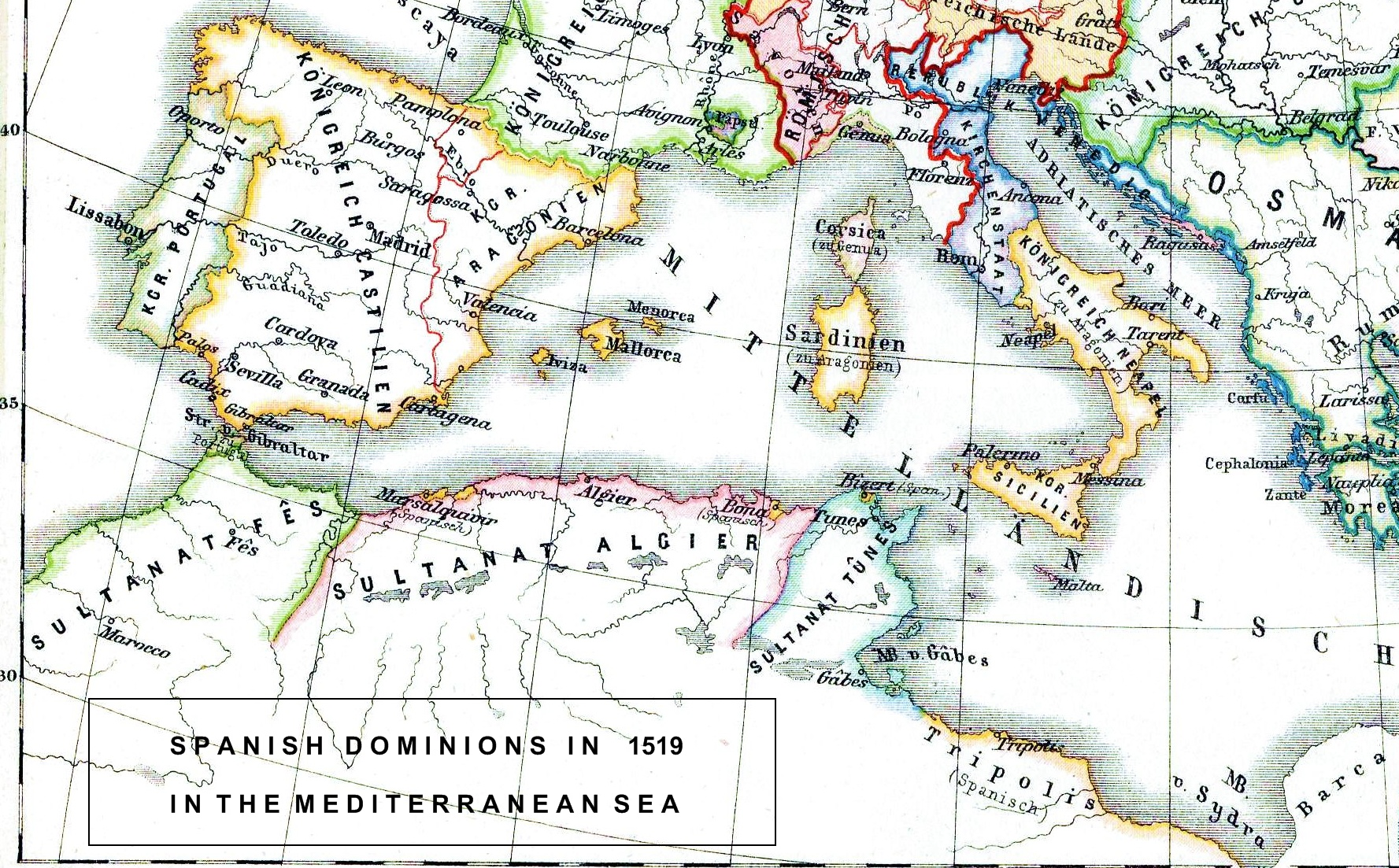
Spaanse bezettingen in Noord-Afrika rond 1519

- Spaanse verovering van Oran (1509)
- Inname van Béjaïa (1510)
- Belegering van Algiers (1510)
- Slag bij Mostaganem (1511)

In Tunesië
- Kruistocht tegen Mahdia (1087)
- Achtste Kruistocht (1270)
- Kruistocht tegen Mahdia (1390)
- Slag bij Djerba (1510)
- Belegering van Kerkenna (1510)

In Libië
- Spaanse verovering van Tripoli (1510)